# Gadila opportuna
Gadila opportuna är en blötdjursart som beskrevs av Kuroda och Habe in Habe 1961. Gadila opportuna ingår i släktet Gadila och familjen Gadilidae. Inga underarter finns listade i Catalogue of Life.